# Élections sénatoriales tchèques de 2016
Les élections sénatoriales de 2016 en République tchèque ont lieu les 7 et 8 octobre 2016, avec un second tour les 14 et 15 octobre. Le premier tour se tient en même temps que les élections régionales.

## Système électoral
Le Sénat est la chambre haute du parlement bicaméral tchèque. Il est composé de 81 sièges renouvelés par tiers tous les deux ans, les sénateurs étant élus pour un mandat de 6 ans au scrutin uninominal majoritaire à deux tours. Les candidats, âgés d'au minimum quarante ans, de nationalité tchèque et disposant de leurs droits civiques doivent réunir la majorité absolue au premier tour ou, à défaut, arriver en tête lors d'un second tour organisé une semaine plus tard entre les deux candidats arrivés en tête au premier.

## Résultats
| Partis                    | Partis                                                                | Premier tour | Premier tour | Second tour | Second tour | Sièges | Sièges | +/-           |
| Partis                    | Partis                                                                | Voix         | %            | Voix        | %           | Élus   | Total  | +/-           |
| ------------------------- | --------------------------------------------------------------------- | ------------ | ------------ | ----------- | ----------- | ------ | ------ | ------------- |
|                           | ANO 2011                                                              | 151 388      | 17,18        | 92 051      | 21,71       | 3      | 7      | 3             |
|                           | Parti social-démocrate tchèque (ČSSD)                                 | 128 830      | 14,62        | 56 622      | 13,12       | 2      | 25     | 10            |
|                           | Parti démocratique civique (ODS)                                      | 103 216      | 11,71        | 42 551      | 10,03       | 3      | 9      | 5             |
|                           | Parti communiste de Bohême et Moravie (KSČM)                          | 83 741       | 9,50         | 5 735       | 1,35        | 0      | 1      | en stagnation |
|                           | Union chrétienne démocrate - Parti populaire tchécoslovaque (KDU-ČSL) | 74 709       | 8,48         | 78 848      | 18,50       | 6      | 14     | 4             |
|                           | TOP 09                                                                | 70 653       | 8,02         | 30 820      | 7,27        | 2      | 2      | 1             |
|                           | Maires et Indépendants (STAN)                                         | 43 234       | 4,91         | 25 389      | 5,99        | 2      | 5      | 1             |
|                           | Parti vert                                                            | 18 798       | 2,13         | 12 565      | 2,96        | 1      | 4      | 1             |
|                           | SLK                                                                   | 18 698       | 2,12         | 16 579      | 3,91        | 1      | 2      | 1             |
|                           | Nestraníci                                                            | 16 172       | 1,84         | 9 849       | 2,32        | 1      | 1      | en stagnation |
|                           | Severočeši.cz                                                         | 14 901       | 1,69         | 13 377      | 3,15        | 2      | 2      | en stagnation |
|                           | Ensemble de citoyens – Indépendants                                   | 12 892       | 1,46         | 10 804      | 2,55        | 1      | 1      | 1             |
|                           | Parti des propriétaires libres (SsČR) )                               | 11 093       | 1,26         |             |             | 1      | 1      | 0             |
|                           | Parti pirate (ČSP)                                                    | 7 352        | 0,83         |             |             | 1      | 1      | 0             |
|                           | Citoyens patriotes                                                    | 6 424        | 0,73         | 8 966       | 2,11        | 1      | 1      | 1             |
|                           | Mouvement pour Prague 11                                              | 4 702        | 0,53         | 9 639       | 2,27        | 1      | 1      | 1             |
|                           | Parti des droits civiques                                             | 4 618        | 0,52         |             |             | 1      | 1      | 0             |
|                           | Ostravak                                                              | 2 147        | 0,24         |             |             | 1      | 1      | 0             |
|                           | Autres partis                                                         |              |              |             |             | 0      | 0      | en stagnation |
|                           | Indépendants                                                          | 6 093        | 0,69         | 6 058       | 1,43        | 1      | 2      | 1             |
|                           |                                                                       |              |              |             |             |        |        |               |
| Suffrages exprimés        | Suffrages exprimés                                                    | 881 170      | 95,52        | 424 049     | 99,19       |        |        |               |
| Votes blancs et invalides | Votes blancs et invalides                                             | 41 323       | 4,48         | 3 434       | 0,80        |        |        |               |
| Total                     | Total                                                                 | 922 493      | 100          | 427 523     | 100         | 27     | 81     | en stagnation |
| Abstentions               | Abstentions                                                           | 1 858 213    | 66,83        | 2 353 074   | 84,62       |        |        |               |
| Inscrits / participation  | Inscrits / participation                                              | 2 780 706    | 33,17        | 2 780 597   | 15,38       |        |        |               |

## Liste des élus
| Circonscription | Sortant             | Sortant | Sortant | Élu                | Élu   | Élu         | Élu                  |
| Circonscription | Nom                 | Parti   | Parti   | Nom                | Parti | Parti       | % des voix (2d tour) |
| --------------- | ------------------- | ------- | ------- | ------------------ | ----- | ----------- | -------------------- |
| Karlovy Vary    | Jan Horník          |         | STAN    | Jan Horník         |       | STAN        | 66,17                |
| Most            | Alena Dernerová     |         | S.cz    | Alena Dernerová    |       | S.cz        | 70,81                |
| Plzeň-město     | Dagmar Terelmešová  |         | ČSSD    | Václav Chaloupek   |       | OPAT        | 60,71                |
| Český Krumlov   | Tomáš Jirsa         |         | ODS     | Tomáš Jirsa        |       | ODS         | 59,74                |
| Tábor           | Pavel Eybert        |         | ODS     | Jaroslav Větrovský |       | ANO         | 59,83                |
| Beroun          | Jiří Oberfalzer     |         | ODS     | Jiří Oberfalzer    |       | ODS         | 63,14                |
| Prague 11       | Milan Pešák         |         | ODS     | Ladislav Kos       |       | HPP-11      | 55,89                |
| Prague 10       | Ivana Cabrnochová   |         | SZ      | Renata Chmelová    |       | KDU-ČSL     | 57,45                |
| Prague 6        | Petr Bratský        |         | ODS     | Jiří Růžička       |       | TOP 09      | 72,06                |
| Mělník          | Veronika Vrecionová |         | ODS     | Petr Holeček       |       | STAN        | 63,64                |
| Ústí nad Labem  | Jaroslav Doubrava   |         | S.cz    | Jaroslav Doubrava  |       | S.cz        | 57,89                |
| Liberec         | Přemysl Sobotka     |         | ODS     | Michael Canov      |       | SLK         | 80,18                |
| Jičín           | Josef Táborský      |         | ČSSD    | Tomáš Czernin      |       | TOP 09      | 59,13                |
| Kutná Hora      | Jaromír Strnad      |         | ČSSD    | Jaromír Strnad     |       | ČSSD        | 54,79                |
| Pardubice       | Miluše Horská       |         | NK      | Miluše Horská      |       | NK          | 70,29                |
| Ústí nad Orlicí | Petr Šilar          |         | KDU-ČSL | Petr Šilar         |       | KDU-ČSL     | 63,92                |
| Blansko         | Jozef Regec         |         | SsČR    | Jaromíra Vítková   |       | KDU-ČSL     | 61,06                |
| Jihlava         | Miloš Vystrčil      |         | ODS     | Miloš Vystrčil     |       | ODS         | 53,37                |
| Brno-město      | Jan Žaloudík        |         | ČSSD    | Jan Žaloudík       |       | ČSSD        | 52,63                |
| Brno-město      | Stanislav Juránek   |         | KDU-ČSL | Jiří Dušek         |       | ANO         | 51,94                |
| Olomouc         | Martin Tesařík      |         | ČSSD    | Lumír Kantor       |       | KDU-ČSL     | 52,44                |
| Bruntál         | Jaroslav Palas      |         | SPO     | Ladislav Václavec  |       | ANO         | 53,40                |
| Nový Jičín      | Zdeněk Besta        |         | ČSSD    | Petr Orel          |       | SZ          | 74,23                |
| Ostrava-město   | Antonín Maštalíř    |         | ČSSD    | Zdeněk Nytra       |       | Indépendant | 51,81                |
| Frýdek-Místek   | Petr Gawlas         |         | ČSSD    | Jiří Cieńciała     |       | OSN         | 73,35                |
| Kroměříž        | Miloš Malý          |         | ČSSD    | Šárka Jelínková    |       | KDU-ČSL     | 53,48                |
| Hodonín         | Zdeněk Škromach     |         | ČSSD    | Anna Hubáčková     |       | KDU-ČSL     | 67,78                |